# Курлаки
Курлаки — хутор в Родионово-Несветайском районе Ростовской области.
Входит в состав Волошинского сельского поселения.

## Население
| 2010 |
| ---- |
| 121  |

## Уличная сеть
На хуторе имеются улица Культурная и переулок Весёлый.